# 姚笛
姚 笛（よう てき、中文:姚 迪、ラテン翻記:Yao Di、女性、1992年8月15日 - ）は、中国のバレーボール選手である。

## 来歴
天津市出身。2009年7月に行われた世界ユース選手権では主将としてチームを率いたが13位に終わる。
2011年7月に行われた世界ジュニア選手権において、チームの銅メダル獲得に貢献し、自らもベストセッター賞を獲得した。
2013年10月に行われた第1回世界U23選手権において、主将としてチームを優勝に導き自らもMVP・ベストセッター賞に輝いた。翌2014年にはワールドグランプリに出場した。

## 所属クラブ
- 天津渤海銀行

## 球歴
- 中華人民共和国ユース代表 - 2008-2009年
- 中華人民共和国ジュニア代表 - 2010-2011年
- 中華人民共和国シニア代表 - 2013年-

## 受賞歴
- 2011年 - 世界ジュニア選手権 ベストセッター
- 2013年 - 第1回世界U23選手権 MVP、ベストセッター

## 参考
- FIVB 公式プロフィール